# 한노단
한노단(韓路壇, 1912년 6월 27일~1977년 8월 6일)은 한국의 극작가, 영문학자이다. 본명은 한효동(韓孝東)이다. 그는 '생각하는 사람'으로 알려진 프랑스의 조각가인 로댕(Auguste Rodin)을 한자로 하여 예명을 '노단'으로 지었다.

## 생애
경성부 출신이다. 1934년 《신동아》에 단막 희곡 〈어머니〉를 발표하였고, 와세다 대학 영문학과에서  셰익스피어·영미희곡을 전공하였다. 1938년 《유토피어》로 문단에 데뷔하였다(출처: 희곡론). 교직에 종사하면서 희곡창작과 번역에 주력하였으며, 연극 연출 및 극작 활동을 계속했다. 홍해성, 박진, 안종화, 이서향 등과 함께 동양극장을 대표하는 연출가 중 한 명이었다.
부산의 연극사를 간략하게 살펴보면, 50년대 후반에 부산대학교의 한형석, 한노단, 서국영 교수의 지도로 〈대학극회〉가 이해랑 선생을 초빙하여「햄릿」을 비롯한 셰익스피어 4대 비극을 공연하면서 작품을 연구, 발표하였고, 대학극회가 구성되었다.
《삼사문학(三四文學)》을 정현웅(鄭玄雄)·이시우(李時雨)·한노단(韓路壇)등 11명 문인이 함께 창간하였다. 삼사문학은
1934년 9월 1일자로 창간된 문예지이다.
광복 후 서울대학교, 동아대학교, 부산대학교, 국제대학교 영문과 교수를 역임했으며, 셰익스피어와 영미희곡론을 강의하였고, 셰익스피어의 희곡을 번역하는 등 작품을 계속 발표했다. 김재남, 한로단, 최정우, 이종수, 최재서, 오화섭, 고석구, 정인섭, 여석기, 이근삼 등의 영문학자들이 셰익스피어의 작품들을 본격적으로 번역해내는 작업에 몰두했고, 이에 따라 1954년 연희춘추사에서 한로단의 '쉑스피어 3대 걸작선'이 출간되었다.
1955년 부산에서 셰익스피어의 비극 《햄릿》을 12회 장기 공연한 것이 화제가 되기도 했다. [<이윤택·김태성, 지방 연극의 현주소 - 제4회 지방연극제를 맞아 영남지역을 중심으로,《문화예술》 (1986년 5월호)  1966년 한로단은 극작가이자, 청노좌에서 활동한 공로로 서울시 문화상 연극 부분을 수상하였다.<1966년 3월 21일 동아일보>
극단 신협이 피난시절에 크게 활약할 수 있었던 여러 가지 원인 중에 한노단의 후원은 무시못할 것이다. 영문학자로서 희곡이론에도 밝아《희곡론》(1973)이라는 저서를 내놓은 바 있다. 포라이타크의《희곡의 기술》에 바탕을 둔 것으로 보이는 이 저서는 한국 희곡 사상 최초의 본격 개론서이기도 하다.
무대의 특성을 중시하고 희곡의 연극성에 중점을 둔 그의 작품 경향은 각색에서 빛이 났다. 정비석의 인기 소설을 각색한 《자유부인》과 박종화의 역사소설을 무대로 옮긴 《금삼의 피》등이 그 예이다. 
【희곡】<어머니>(1934) <백진주>(1959) <가족>(1960) <관창랑>(1962) <청혼소동>(1965) <교류>(사상계.1966.3) <전유화>(1968)
【연출작품】<신곡제(新穀祭)>(1943) <달밤에 걷던 산길>(1945) <전원비곡(田園悲曲)> <청홍소동> <교류> <전유화> <신바람> <초립동>
【각색작품】<여성전선> <자유부인> <금삼의 피>
【번역서】<셰익스피어 3대걸작선>(동문사.1954) <말괄량이 길들이기>(세익스피어) <느릅나무의 욕정>(오닐.정음사.1969) <햄릿> <리어왕> <오셀로>
【저서】<희곡론>(정음사.1965) <희곡구조론>(서경대학교 사회과학연구소, 1972) 
[교가] <부산대학교 교가> 문리대 학장 시절 교가 만듦
(부산대학교 교가 작사, 박태준 작곡)(2)
[문예지] 1934년 <삼사문학> 창간
학력: 와세다대학교 영문학과 졸업

## 참고자료
- 권영민 (2004년 2월 25일). 《한국현대문학대사전》. 서울: 서울대학교출판부. 1030쪽쪽. ISBN 8952104617.
- 청주한씨 중앙종친회, 가문을 빛낸 인물 - 한노단